# Zoggendorf

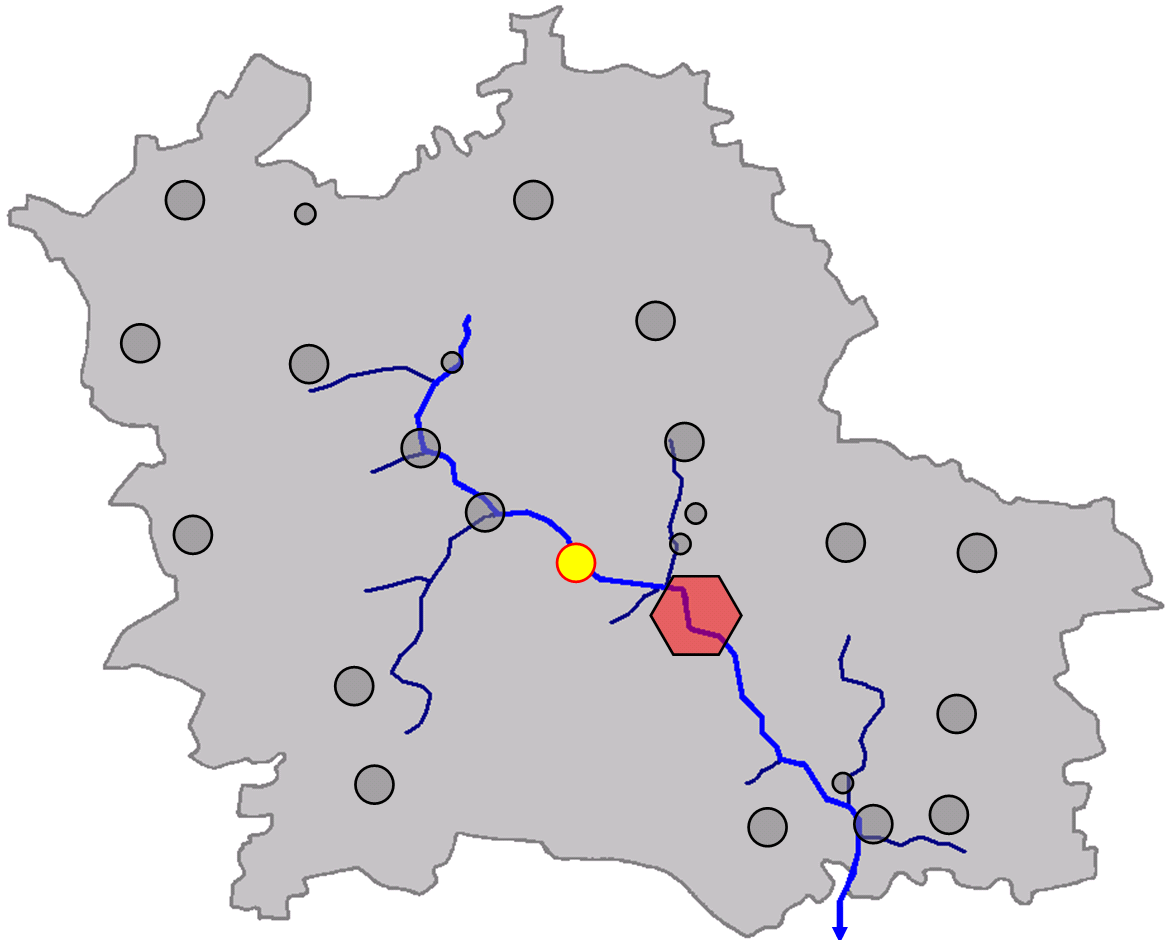
Lage Zoggendorfs im Markt Heiligenstadt in Oberfranken

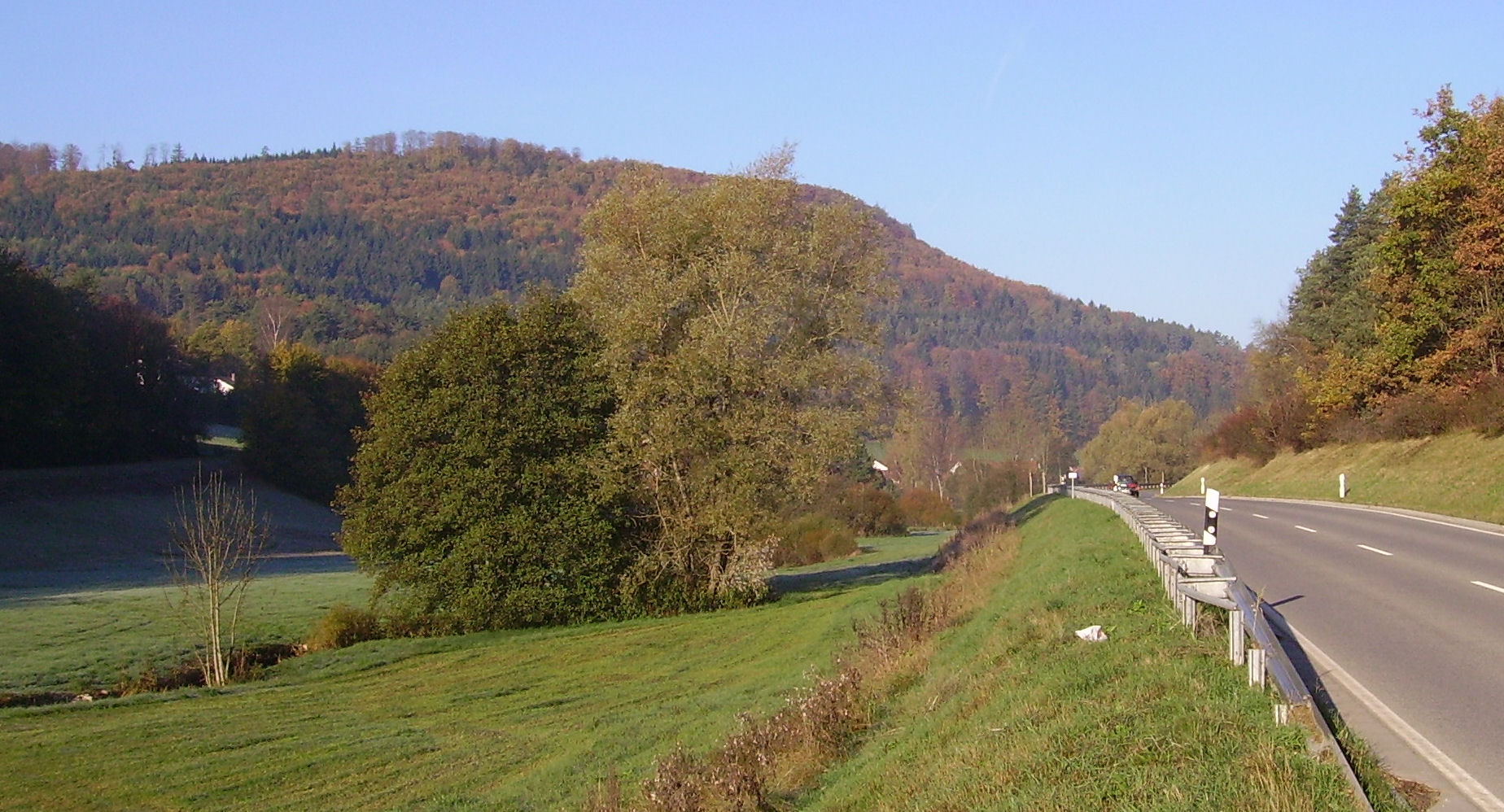
Leinleitertal bei Zoggendorf

Zoggendorf ist ein Gemeindeteil des Marktes Heiligenstadt i.OFr. im oberfränkischen Landkreis Bamberg in Bayern und zählt etwa 110 Einwohner.

## Lage
Das Dorf liegt zwei Kilometer westlich von Heiligenstadt im Leinleitertal auf einer Höhe von 370 m ü. NHN.
Zoggendorf wird überragt von dem 585 Meter hohen Altenberg. Vom Schwedenfelsen bietet sich ein Panoramablick über den Ort und das Leinleitertal.

## Geschichte
Die erste urkundliche Erwähnung stammt vermutlich aus dem Jahr 1163. Die erste gesicherte Erwähnung war erst 1371 mit „Ott Tetzel von Zochendorf“ als Siegler einer Urkunde.
Am 1. Januar 1971 wurde Zoggendorf in den Markt Heiligenstadt in Oberfranken eingegliedert.

### Alte Beschreibungen

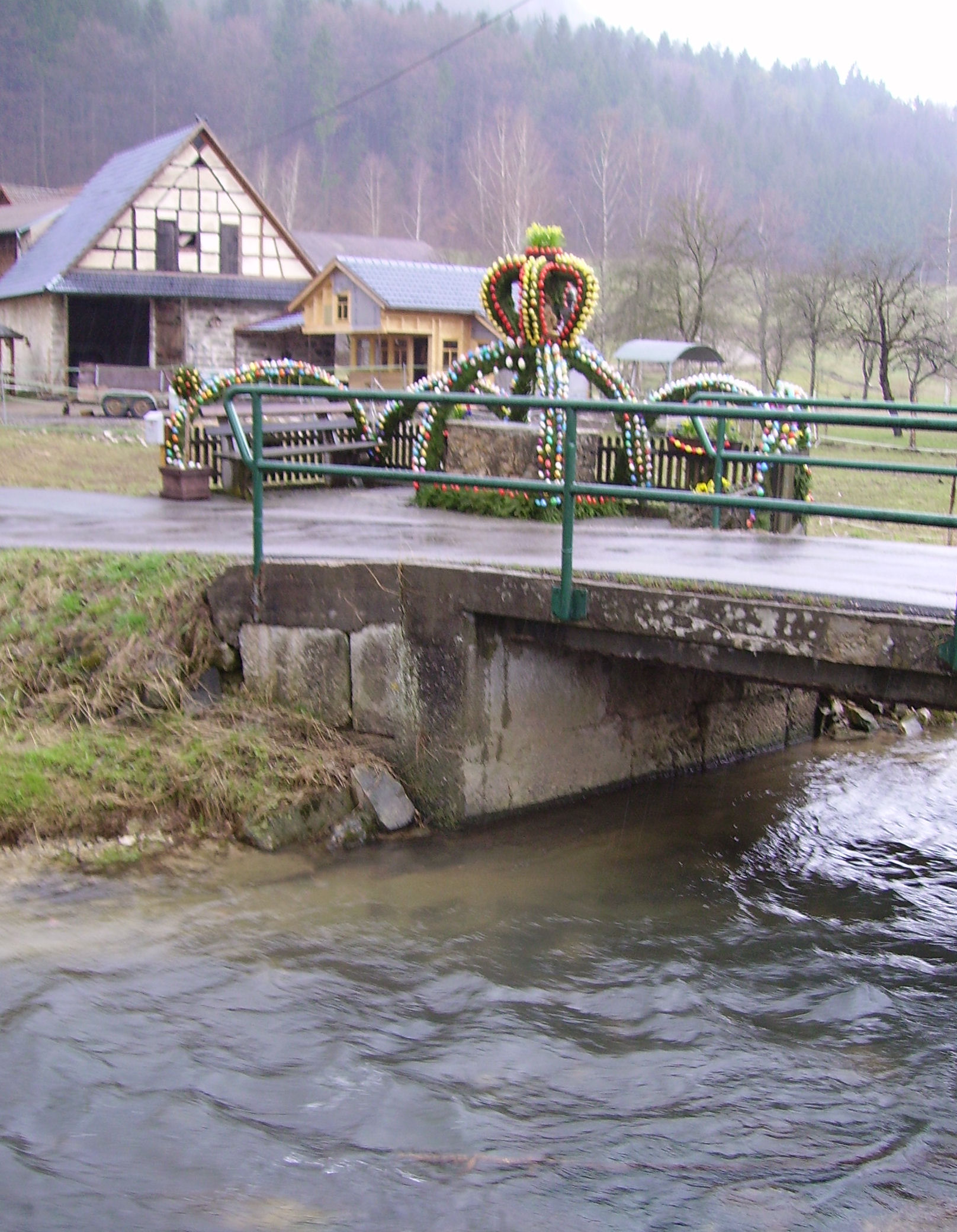
Osterbrunnen und Leinleiter

#### Topographische Beschreibung (1752)
In Biedermanns Topographischer Beschreibung aus dem Jahr 1752 wird Zoggendorf folgendermaßen geschildert:
„Zochendorf, ein kleines Dorf von 16 Haushaltungen an der Leinleiter zwischen Burggrub und Heiligenstadt, darinnen der Herr Baron v. Stauffenberg zu Burggrub Dorfs- und Gemeinde-, Zehend und Jagd- und Wasserherr, das Hochstift vom Amt Ebermannstadt aus hoher Gerichtsherr ist.“
„Von dasigen Untertanen gehören 2 Mann dem Hochstift ins Kastenamt Ebermannstadt, 4 Mann dem Fürstlichen Hause Brandenburg-Culmbach, Amt Streitberg, 2 Mann dem Herrn Grafen v Giech ins Schloß Wiesentfels und 8 Mann dem Herrn Baron v. Stauffenberg ins Schloß Burggrub, welche 10 letztere beim Ritterkanton Gebürg stehen.“
„Die Gemeinde hat ein Stück Fischwasser frei, bekennt sich zur evangelischen Religion und pfarrt nach Heiligenstadt. Ehehin gehörte dieses Zochendorf den Herrn v. Streitberg, nach deren Absterben es erst so zertrümmert worden ist.“

#### Joseph Heller (1829)
Der Bamberger Privatgelehrte Joseph Heller schildert Zoggendorf in seiner Beschreibung des Muggendorfer Gebirges im Jahr 1829 folgendermaßen:
„Zoggendorf, Bayreuthisch, Protestantisch, im Landgericht Ebermannstadt, gehört zum Stauffenbergischen Patrimonialgerichte Burggrub, ist ein unbedeutendes Dörfchen ohne Schenkhaus mit 135 Einwohnern und liegt an der Leinleiter.“

### Name
Das Dorf wurde vermutlich nach dem ersten Grundherrn Zocho benannt. Erst im 19. Jahrhundert hat sich die Schreibweise und Aussprache von „Zochendorf“ in Zoggendorf geändert.